# Touros (kommun)
Touros är en kommun i Brasilien.   Den ligger i delstaten Rio Grande do Norte, i den östra delen av landet, 1 800 km nordost om huvudstaden Brasília. Antalet invånare är 31 076.
Följande samhällen finns i Touros:
- Touros

Omgivningarna runt Touros är huvudsakligen savann. Runt Touros är det glesbefolkat, med 13 invånare per kvadratkilometer.